# Nerkunram
Nerkunram é uma vila no distrito de Thiruvallur, no estado indiano de Tamil Nadu.

## Geografia
Nerkunram está localizada a 13° 04′ N, 80° 13′ L. Tem uma altitude média de 18 metros (59 pés).

## Demografia
Segundo o censo de 2001,  Nerkunram  tinha uma população de 39,544 habitantes. Os indivíduos do sexo masculino constituem 52% da população e os do sexo feminino 48%. Nerkunram tem uma taxa de literacia de 72%, superior à média nacional de 59.5%: a literacia no sexo masculino é de 78% e no sexo feminino é de 65%. Em Nerkunram, 14% da população está abaixo dos 6 anos de idade.